# De Cock en de dansende dood
De Cock en de dansende dood is het dertiende deel van de detectivereeks De Cock van de Nederlandse auteur Appie Baantjer waarin rechercheurs Jurriaan 'Jurre' de Cock en Dick Vledder de moord oplossen op een jonge vrouw en een kind.

## Verhaal
Bij een wandeling langs het Nationaal Monument wordt de aandacht van rechercheur De Cock getrokken door een dansend meisje op blote voeten. In zijn eigen politiebureau aan de Warmoesstraat spreekt het meisje hem aan. Ze noemt zich Marianne van Buuren uit Eindhoven en ze vraagt om een begrafenis voor Colette, haar vriendin. In een kraakpand aan de Keizersstraat vinden De Cock en Vledder een 24-jarige vrouw met ingeslagen schedel, de terminaal verslaafde Colette Maesen. Maar ze ontdekken bovendien in een doos in een kast een circa tweejarig jongetje, Bonny. Volgens Marianne is hij het zoontje van Colette en is zijn koalabeertje gestolen door de moordenaar. De Cock brengt Marianne onder bij de opvang van majoor Bosshardt en Bonny bij de zusters Augustinessen.
Rechercheur De Cock krijgt via zijn contacten te horen dat het kind in de buurt te koop werd aangeboden. Een knul van een jaar of dertig zou er bij hebben verteld dat er geen kinderbijslag op kon worden aangevraagd. Die knul is volgens Marianne Fred Doornekamp, een circa dertigjarige jurist. De Cock arresteert hem toevallig, als ze beiden teruggaan naar de plaats delict, wegens de moord en neemt hem mee naar het bureau. Fred zegt slechts heroïne te hebben gezocht en De Cock laat hem na verhoor het bureau verlaten.
Caféhouder Smalle Lowietje meldt De Cock dat een gedistingeerde 45-jarige man interesse had getoond voor het kind. Vledder meldt dat bij de sectie is gebleken dat Colette nooit gebaard heeft. Marianne bevestigt haar contact met de man. Ze wijst hem aan als dief van het koalabeertje en de moordenaar van Colette en de vader van Bonny. Maar rechercheur de Cock werpt haar tegen dat Colette nooit gebaard heeft. Marianne valt flauw.
Intussen is Bonny in het Westerpark verdwenen, terwijl zuster Angelica op een bankje zat te kletsen. Het enige wat van hem rest zijn de woorden: ‘Bobo’. De rechercheurs hebben zelf geen fotootje van het verdwenen kind, maar dan duiken die toch nog op uit een fototoestel van een van de zusters. Smalle Lowietje meldt nu dat dezelfde deftige vent terug was gekomen met een deftige vrouw. Op de begrafenis van Colette voert Marianne bij haar graf een merkwaardige dans uit. Terug op het bureau komt de Cock in contact met de vrachtwagenchauffeur die op 12 mei 1973 bij Hoevelaken twee vrouwen en een knulletje een lift heeft gegeven. Via recherchewerk van rechercheur Robert Antoine van Dijk komt De Cock in contact met een winkelier aan de Binnen Brouwersstraat. Hij maakt melding van een vieze man met een blond jongetje. Na enig speurwerk vinden De Cock en Vledder op een zolder in een pension aan de Haarlemmersstraat de 27-jarige Frederik Hendrik Doornekamp met een ingeslagen schedel. Het jongetje is onvindbaar. Robert Antoine van Dijk wordt ingeschakeld om zijn ouders in Haarlem in te lichten. Marianne is intussen uit haar opvang bij het Leger des Heils verdwenen.
In het sectielokaal blijkt dat Fred op zijn linkeronderarm ‘12573’ heeft staan. Uit recherchewerk van Robert blijkt dat Marianne en Fred elkaar de avond voor de tweede moord in een café hebben ontmoet. De Cock beveelt Vledder naar de plaats van een dodelijk auto-ongeluk op 12 mei 1973 te rijden. De afslag Horst op de snelweg naar Zwolle. Terwijl Vledder bij de rijkspolitie te Ermelo het proces-verbaal van het ongeluk gaat halen, kijkt De Cock in de buurt rond. Hij komt er al rondvragend achter dat Marianne een paar maanden lang elke dag bij een boerderij langs kwam om melk te halen, samen met een jongetje. De heer en mevrouw Hemminga herkennen Bonny van de foto. Maar na de nacht van het ongeluk was ze voorgoed verdwenen. En de boerderij heeft een waakhond, ‘Bobo’.
Vledder weet intussen wie er op 12 mei 1973 zijn verongelukt. Het echtpaar van Soeren met hun kind Richard uit Nijkerk. Ze waren met hun zeer zieke kind op weg naar hun vertrouwde huisarts Grootkamp in Ermelo. De moeder Lydia, heeft als geboortenaam Van Molenwijck. Haar vader was tot voor kort staatssecretaris van Economische Zaken. Haar ouders wonen nog aan de Emmalaan te Ermelo. Bij een visite aan de dokter zien de rechercheurs een koalabeertje. De Cock bezoekt de vader van Lydia, verhoort hem moeizaam en beschuldigt hem van de moord op Colette. Op dat moment duiken zowel huisarts Grootkamp en de familieadvocaat Mr. Van Kralingen op. De Cock en Vledder druipen af en rijden terug naar Amsterdam. Via een bevriend journalist, Bram Brakel, komt De Cock aan foto’s van de heer en mevrouw Van Molenwijck.
Rechercheur Robert Antoine van Dijk meldt dat bij de sectie is komen vast te staan dat ook het tweede slachtoffer met een stuk gaspijp is vermoord. Hij heeft ook nieuws over Marianne. Ze heet eigenlijk “De Peuter”, maar noemt zich Van Buuren. Ze was op haar negende jaar wees en groeide vanaf haar vijftiende op bij de ouders van Fred Doornekamp te Haarlem. Toen ze een verhouding kreeg met haar stiefbroer werd ze weggestuurd. Maar Robert suggereert dat het kind best in Haarlem kan zijn verwekt. Dan meldt mevrouw Van Molenwijck zich op het bureau. Ze toont een brief die Colette haar heeft geschreven. Die vertelt dat ze haar eigen kind Bonny in een zomerhuisje in Ermelo was doodgegaan. Op de avond van het ongeluk liep ze rond om Bonny te begraven. Toen zag ze het ongeluk met twee dode volwassenen in een auto, en een schattig ongedeerd huilend kind in een kinderzitje. Ze zou Bonny en Richard hebben verwisseld en de auto vervolgens in brand gestoken om de sporen uit te wissen. Er werd onderhandeld over het kind en er werd een prijs van f500.000,- afgesproken. Maar tot betaling kwam het nog niet, alleen het koalabeertje mocht als voorlopig bewijs mee. Na een telefoontje ging mevrouw Van Molenwijck terug naar Amsterdam en vond een dode man op een zolder. Maar wederom geen kind. De Cock laat haar teruggaan naar Ermelo.
Via Smalle Lowietje krijgt De Cock een nieuwe tip. Marianne is wederom gesignaleerd met het kind. De Cock en Vledder vinden het kind na enig recherchewerk in een slooppand. Vledder brengt het kind in veiligheid. De Cock wacht op de komst van Marianne en raakt met haar in een grimmig gevecht. Ze stort al vluchtend neer in het slooppand en gaat zwaargewond naar het ziekenhuis.
Met zijn gebeten rechterhand in het verband geeft De Cock thuis uitleg aan Dick Vledder en Robert Antoine van Dijk. De Cock heeft Marianne nog kunnen spreken voor haar overlijden. De Cock heeft persoonlijk die middag Bonny naar de familie Van Molenwijck gebracht. Colette en Fred hadden buiten Marianne om het plan opgevat om Bonny te verkopen aan de familie in Ermelo. Marianne vermoordde Colette met een gaspijp. Toen Fred het kind ontvreemdde en wederom het geld vroeg, werd hij ook door Marianne vermoord. Na een lang zwijgen, cognac, anekdotes, en nogmaals cognac nemen de twee rechercheurs bedrukt afscheid van De Cock.
Mevrouw De Cock neemt geen genoegen met dit halve verhaal. Ze weet dat Bonny het over Bobo had. Dat was de hond op de boerderij. Dus Bonny leeft en Richard van Soeren is overleden in het auto-ongeluk. De Cock geeft haar gelijk. En wat meer is, Bonny is ook nog eens het kind van Marianne en Fred. Marianne nam eerst het koalabeertje en de kleertjes mee uit de verongelukte auto, en zette het nog levende kind Richard, dat uit de auto was geslingerd, weer even terug op de achterbank. Vlak daarna vloog de auto spontaan in brand. Marianne was voor het leven getekend.

## Voetnoot
1. ↑  Baantjer spelt ‘Bosschaert’
2. ↑  Naar aanleiding van berichten in de pers over een verdwenen kind met foto.
3. ↑  Na afloop zegt Robert dit nooit meer te willen en hij neemt na deze episode dan ook ontslag.
4. ↑  Met een kenmerkend terug aangenaaid oor.